# Jezwino
Jezwino (ros. Езвино) – wieś (dieriewnia) w Rosji, w obwodzie twerskim, w rejonie kalinińskim. W 2010 liczyła 324 mieszkańców.